# Vladimír Matula
Vladimír Matula (13. února 1894 Míškovice – 8. října 1975 Brno) byl český a československý politik Komunistické strany Československa, poválečný komunální politik v Brně, poslanec Ústavodárného Národního shromáždění a diplomat.

## Biografie
V roce 1914 složil maturitu na II. české reálce v Brně, za první světové války byl vojensky nasazen. Po válce byl posluchačem České vysoké školy technické v Brně. Z finančních důvodů ovšem studia nedokončil. Absolvoval státní zkoušku ze státní účtovědy. Od května 1919 působil jako městský úředník v Brně, v letech 1919–1923 na školském úřadu, v roce 1923 na živnostenském referátu, v letech 1923–1926 na úřadu pro obecní dávky, v letech 1926–1928 na úřadu pro obratovou a přepychovou daň, v roce 1928 v městské účtárně a v období let 1928–1939 na úřadu sociální péče. Angažoval se politicky v KSČ. Od dubna do června 1937 ho Svaz přátel SSSR vyslal na studijní dovolenou do Sovětského svazu, kde studoval sociální politiku pro mládež. Okamžitě po německé okupaci byl k 16. březnu 1939 přeložen do brněnského chorobince v Bohunicích. Dne 1. září 1939 byl v rámci Akce Albrecht I. zatčen a vězněn na Špilberku a později v koncentračních táborech Dachau a Buchenwald, kde zůstal do dubna 1941. V říjnu 1942 ho vyslýchalo brněnské gestapo kvůli článku o mládeži v Sovětském svazu, který napsal v roce 1938 pro Obecní věstník města Brna. K 1. lednu 1943 byl z politických důvodů penzionován.
Po osvobození se vrátil do komunální politiky. Od dubna 1945 působil jako vrchní administrativní tajemník a v letech 1945–1948 vrchní administrativní ředitel. V období duben 1945 – červenec 1946 a znovu od dubna 1948 do ledna 1949 byl předsedou Ústředního národního výboru města Brna (tedy současnou terminologií primátorem Brna). Mezitím v letech 1946–1948 zastával post 1. náměstka předsedy Ústředního národního výboru. Jako představitel Brna se zasloužil o odstraňování válečných škod a obnovu města. Prosazoval humánní zacházení s brněnskými Němci. V den, kdy došlo k takzvanému brněnskému pochodu smrti, byl služebně v Praze a po návratu do Brna osobně odjel do Pohořelic, odkud přivezl některé německé občany zpět do Brna. V dobovém tisku byl za to napadán, že nadržuje Němcům.
V parlamentních volbách v roce 1946 byl zvolen poslancem Ústavodárného Národního shromáždění za KSČ. Mandát zastával do června 1947, kdy rezignoval a místo něj nastoupil Ferdinand Stopka.
Později působil i ve státní správě. V letech 1949–1952 byl úředníkem na Ministerstvu zahraničních věcí a v období let 1949–1951 mimořádným vyslancem a zplnomocněným ministrem Československa v Dánsku. Zastával vysoké stranické posty. V roce 1952 působil na krajském sekretariátu KSČ v Brně jako vedoucí státní administrativy a od srpna 1952 do května 1954 opět (již potřetí) jako předseda Ústředního národního výboru města Brna.